# Лонг-В'ю (Північна Кароліна)
Лонг-В'ю (англ. Long View) — місто (англ. town) в США, в округах Кетоба і Берк штату Північна Кароліна. Населення — 5088 осіб (2020).

## Географія
Лонг-В'ю розташований за координатами 35°43′23″ пн. ш. 81°23′8″ зх. д. / 35.72306° пн. ш. 81.38556° зх. д. (35.723092, -81.385475).  За даними Бюро перепису населення США в 2010 році місто мало площу 10,22 км², з яких 10,20 км² — суходіл та 0,03 км² — водойми.

## Демографія
Згідно з переписом 2010 року, у місті мешкала 4871 особа в 2067 домогосподарствах у складі 1272 родин. Густота населення становила 476 осіб/км².  Було 2315 помешкань (226/км²).
Расовий склад населення:
| - 74,5 % — білих - 11,4 % — чорних або афроамериканців - 5,0 % — азіатів - 0,4 % — корінних американців - 5,7 % — осіб інших рас |

До двох чи більше рас належало 3,0 %. Частка іспаномовних становила 10,6 % від усіх жителів.
За віковим діапазоном населення розподілялося таким чином: 22,3 % — особи молодші 18 років, 61,9 % — особи у віці 18—64 років, 15,8 % — особи у віці 65 років та старші. Медіана віку мешканця становила 38,8 року. На 100 осіб жіночої статі у місті припадало 96,6 чоловіків;  на 100 жінок у віці від 18 років та старших — 94,2 чоловіків також старших 18 років.
Середній дохід на одне домашнє господарство  становив 37 744 долари США (медіана — 29 003), а середній дохід на одну сім'ю — 43 413 долари (медіана — 36 522). За межею бідності перебувало 28,6 % осіб, у тому числі 51,9 % дітей у віці до 18 років та 6,6 % осіб у віці 65 років та старших.
Цивільне працевлаштоване населення становило 2143 особи. Основні галузі зайнятості: виробництво — 32,4 %, освіта, охорона здоров'я та соціальна допомога — 14,2 %, роздрібна торгівля — 13,1 %.